# Nehemia ben Huschiel
Nehemia ben Huschiel war Oberhaupt von Jerusalem im Jahr 614.

## Leben
Über die Person von Nehemia gibt es fast keine historisch verlässlichen Informationen, seine Herkunft ist unklar.
Nehemia war an der Eroberung Jerusalems 614 durch die persischen Sassaniden beteiligt. Danach wurde er Leiter des „Rates der Gerechten“, der die Stadt regierte. Im Jahr 617 verständigten sich die Perser in Jerusalem mit der christlichen Bevölkerung, wogegen die Juden vorgingen. Daraufhin setzten die Perser Truppen gegen die Juden ein. Das weitere Schicksal von Nehemia ist unbekannt. Dem Buch Serubbabel zufolge, in dem er als messianische Gestalt gepriesen wird, wurde er zusammen mit anderen führenden Juden von den Persern getötet.